# Семира (пьеса)
«Семира» — трагедия русского писателя Александра Сумарокова, впервые поставленная на сцене в 1751 году (в придворном театре в Санкт-Петербурге) и опубликованная в 1768 году. Включена в третий том полного собрания сочинений Сумарокова, увидевшего свет в 1781—1782 годах. Стала одной из первых трагедий в русской литературе, для автора она была самой любимой. Пьеса написана в соответствии с канонами европейского классицизма: в ней соблюдается правило трёх единств, интрига связана с противоречиями между долгом и чувствами. При этом, в отличие от европейских образцов, сюжет трагедии номинально основан на материале из национальной истории и имеет счастливый финал.
Действие происходит на Руси в языческую эпоху, но показанные в пьесе события полностью вымышлены. Киевский князь Оскольд оказывается в тюрьме из-за заговора против правителя всей страны Олега. Сестра Оскольда Семира и сын Олега Ростислав любят друг друга, поэтому Ростислав организует для Оскольда побег и сам попадает в тюрьму. Когда Оскольд осаждает Киев, Ростислав берёт в руки оружие, побеждает врага и берёт Оскольда в плен. Тот закалывается, но перед смертью обнимает Ростислава и Семиру, желая, чтобы они поженились.
Гаспаро Анджолини создал на основе пьесы Сумарокова одноимённый балет (1772). Это был первый «героический балет» на русском материале.